# Pasar Baru Pangean
Pasar Baru Pangean is een bestuurslaag in het regentschap Kuantan Singingi van de provincie Riau, Indonesië. Pasar Baru Pangean telt 7534 inwoners (volkstelling 2010).